# Nu² Columbae
Nu² Columbae este denumirea Bayer a unei stele pitice albă-verde din constelația Porumbelul. Ea are o magnitudine aparentă de 5.31 și se află la o distanță de aproximativ 138,56 ani-lumină (42,48 parseci) de Pământ.
Această stea are masa de 1.62 mai mare decât cea a Soarelui, având o viteză de rotație de 31.0 km s–1. La această stea a fost detectată emisia razelor X, luminozitatea ei fiind aproximativ de 1.6 × 1029 erg s–1.